# Brook (Kent)
Brook es una parroquia civil y un pueblo del distrito de Ashford, en el condado de Kent (Inglaterra).

## Geografía
Según la Oficina Nacional de Estadística británica, Brook tiene una superficie de 4,01 km².

## Demografía
Según el censo de 2001, Brook tenía 307 habitantes (46,91% varones, 53,09% mujeres) y una densidad de población de 76,56 hab/km². El 18,24% eran menores de 16 años, el 72,96% tenían entre 16 y 74 y el 8,79% eran mayores de 74. La media de edad era de 44,89 años. Del total de habitantes con 16 o más años, el 15,14% estaban solteros, el 75,3% casados y el 9,56% divorciados o viudos.
El 95,77% de los habitantes eran originarios del Reino Unido. El resto de países europeos englobaban al 1,95% de la población, mientras que el 2,28% había nacido en cualquier otro lugar. Según su grupo étnico, todos eran blancos. El cristianismo era profesado por el 75,9% y cualquier otra religión, salvo el budismo, el hinduismo, el judaísmo, el islam y el sijismo, por el 0,98%. El 17,92% no eran religiosos y el 5,21% no marcaron ninguna opción en el censo.
145 habitantes eran económicamente activos, todos ellos empleados. Había 120 hogares con residentes y 5 vacíos.